# Lane Davies
Lane Davies est un acteur américain, né le 31 juillet 1950 à Dalton (Géorgie).

## Filmographie
- 1978 : La Magie de Lassie (The Magic of Lassie), de Don Chaffey : Allan Fogerty
- 1978 : The Gift of Love (TV) : Browning Servant
- 1979 : The Suicide's Wife (TV)
- 1981-1982 : Des jours et des vies (Days of Our Lives) (série télévisée) : Evan Whyland
- 1984 : Body Double : Billy
- 1984-1989 : Santa Barbara (série télévisée) : Mason Capwell #1
- 1986 : Impure Thoughts : Steve Barrett
- 1987 : Dead Aim : Lab Technician
- 1987 : Funland : Chad Peller
- 1991 : Good & Evil (série télévisée) : Dr. Eric Haan
- 1992 : Woops! (série télévisée) : Curtis Thorpe
- 1992 : Mariés, deux enfants (Married with Children) (série télévisée) : Harry Ashland (épisode The Godfather)
- 1993 : Amour, Gloire et Beauté (The Bold and the Beautiful) (série télévisée) : Ridge Forrester
- 1994 : Série télévisée Une nounou d'enfer : S01E17 - Nigel Waters
- 1994-1997 : Série télévisée Loïs et Clark : Les Nouvelles Aventures de Superman : (Tempus)
- 1995 : The Crew (série télévisée) : Capt. Rex Parker
- 1993 : The Mommies (en) (série télévisée) : Paul Kellogg #2 (1995)
- 1998 : Babylon 5: In the Beginning (TV) : Callier
- 2002-2004 : Hôpital central (General Hospital) (série télévisée) : Dr. Cameron Lewis
- 2002 : Scrubs : Dr Simon Reid (le père d'Elliot)
- 2003 : Russkie v Gorode Angelov, A Force of One (série télévisée) : Sommers
- 2004 : Border Blues : Détective
- 2019 : Supernatural : Jack L’Eventreur